# George Powell (esploratore)
George Powell (1794 – 1824) è stato un navigatore ed esploratore inglese.
Tra il 1818 e il 1822 ha capitanato tre spedizioni nell'Oceano Antartico.

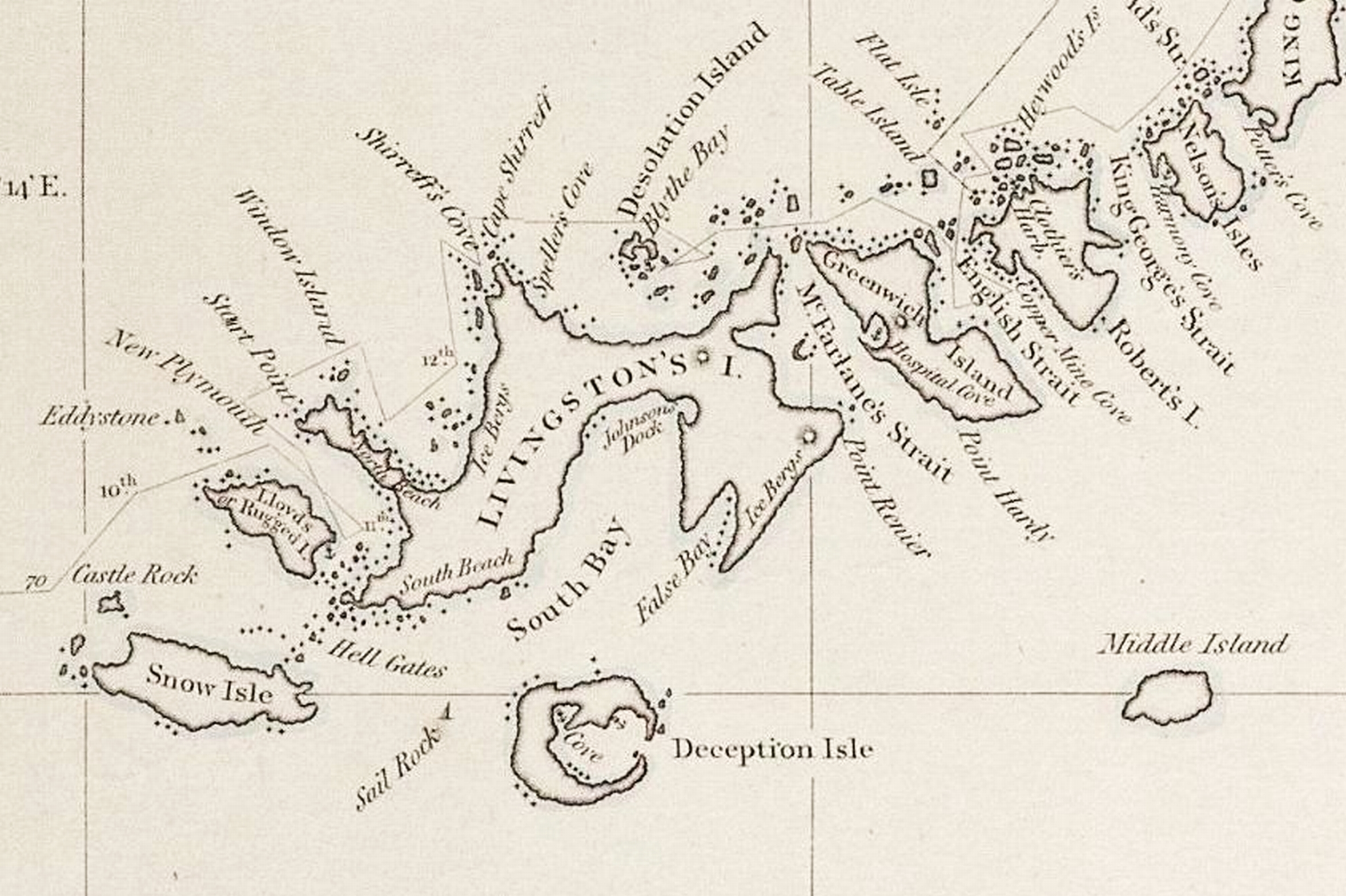
Frammento di cartografia di George Powell del 1822

Assieme al cacciatore di foche inglese Nathaniel Palmer scoprì l'arcipelago delle isole Orcadi Meridionali.